# Wyżni Apostolski Karb
Wyżni Apostolski Karb (niem. Apostelscharte E, słow. Vyšná apoštolská štrbina, węg. Felső-Apostoli-rés, ok. 1990 m) – wąska przełączka w Grani Apostołów w polskich Tatrach Wysokich. Znajduje się w jej górnej części, między Apostołem VI i Apostołem V.
Z Wyżniego Apostolskiego Karbu na południowy zachód, do Marusarzowego Żlebu, opada skalisto-trawiasty żlebek. Na północ, do Apostołowej Depresji, opada stroma i skalista rynna.

## Taternictwo
Przez przełęcz prowadzi kilka dróg wspinaczkowych:
1. Z Marusarzowego Żlebu; 0- w skali tatrzańskiej, czas przejścia 5 min,
2. Z Wrótek nad Tunelem, obchodząc Apostoła V po południowej stronie; częściowo V, 45 min,
3. Z Wrótek nad Tunelem, obchodząc Apostoła V po północnej stronie; II, 30 min,
4. Od północy, z Apostolskiej Depresji; III, 20 min[2].

Obecnie jednak rejon ten znajduje się w zamkniętym dla turystów i taterników obszarze ochrony ścisłej Tatrzańskiego Parku Narodowego i TANAP-u. Na zachodnich (polskich) zboczach Żabiej Grani taternictwo można uprawiać na południe od Białczańskiej Przełęczy.
Autorem nazwy przełęczy jest Władysław Cywiński.